# Porco Rosso
Porco Rosso (紅の豚?, Kurenai no buta, lett. "Il maiale cremisi") è un film d'animazione giapponese del 1992, scritto e diretto da Hayao Miyazaki e prodotto dallo Studio Ghibli. È liberamente basato sul manga Hikōtei jidai, creato dallo stesso regista.

## Trama
Nato nel 1893, Marco Pagot è un asso dell'Aviazione navale, inquadrata nella Regia Marina, che durante un combattimento nel corso della prima guerra mondiale ha un'esperienza di premorte. Miracolosamente sopravvissuto, ne è uscito sfigurato al volto, che ha assunto l'aspetto del muso di un maiale. Abbandonata l'aeronautica e la vita mondana (compreso l'amore per Gina, una sua amica d'infanzia divenuta proprietaria di un albergo allestito su un'isoletta e frequentato da contrabbandieri ammaliati dalle sue doti canore e dalla sua bellezza), si ritira sulla costa dalmata, guadagnandosi da vivere con le taglie poste sui pirati dell'aria che combatte con il suo idrovolante monoplano Savoia S.21 (o S.21 "Folgore", dopo aver montato l'omonimo motore), dipinto di rosso, da cui il soprannome "Porco Rosso".
La narrazione ha inizio nel luglio 1929. L'abilità di Marco lo ha ormai reso un temibile ostacolo per i pirati dell'aria, che per contrastarlo riuniscono le loro forze in un'alleanza e ingaggiano un altro asso dell'aviazione, lo statunitense Donald Curtis. Donald, con il suo velocissimo idrocorsa Curtiss R3C, raggiunge e affronta Marco, che sta dirigendosi a Milano per far riparare il suo aereo bisognoso di una revisione al motore. Durante la battaglia, alla quale peraltro Marco non appare interessato, il suo aereo ha l'ennesima avaria e il motore si spegne del tutto. A causa delle improvvise difficoltà di manovra dell'aereo, Donald riesce ad abbatterlo e, ritrovando in mare un pezzo dell'aereo, se ne va convinto di aver finalmente ucciso Porco Rosso. In realtà Marco sopravvive alla battaglia e con quanto rimane del suo aereo raggiunge la Piccolo S.p.A. di Milano per farlo riparare e potenziare, montandoci un motore Fiat "Folgore" V12 in vista della rivincita contro Curtis.
Dal momento che i tre figli del signor Piccolo sono emigrati in America in cerca di lavoro, come pure tutti gli altri uomini e operai che lavoravano nella ditta, la ristrutturazione e progettazione del nuovo aereo vengono affidate alla giovane Fio, la nipote diciassettenne del signor Piccolo. Marco all'inizio si mostra riluttante, ma di fronte alla determinazione e alla bravura della ragazzina si lascia convincere, anche se per riuscire a rimettere a posto l'aereo è costretto a indebitarsi.
Durante la sosta a Milano Marco incontra il suo amico ed ex-compagno d'armi Arturo Ferrarin, ora maggiore della Regia Aeronautica, che dopo aver tentato invano di convincerlo a rientrare in aviazione lo informa che i fascisti lo stanno cercando. Sfuggito all'OVRA, Marco lascia Milano con il suo aereo appena riparato assieme a Fio, che lo convince a portarla con sé per occuparsi della messa a punto del velivolo, che a causa della forzata e improvvisa partenza non aveva potuto essere sottoposto alle previste prove di volo.
Nel frattempo Curtis, donnaiolo e narcisista, cerca di conquistare Gina, dicendole anche che ad Hollywood sono interessati a lei come aspirante attrice, ma la donna risponde che anni addietro ha scommesso con se stessa di aspettare una certa persona nel suo giardino privato anche per tutta la vita, e che, se quell'uomo dovesse un giorno presentarsi a lei alla luce del sole, allora lei sarebbe pronta ad amarlo. Non appena finisce la frase si sente il rumore di un aereo in lontananza. Gina vede l'S.21 rosso nuovo di zecca di Porco che comincia a fare delle acrobazie sopra la casa. Gina non è la sola a stupirsi, anche Curtis rimane senza fiato, scoprendo che Marco è ancora in vita. Dopo tante acrobazie, Porco lancia l'aereo verso l'orizzonte e sparisce, lasciando dietro di se una sconsolata e amareggiata Gina dire tra sè di "aver perso di nuovo la scommessa". Emerge così che nonostante Marco avesse rinunciato ai suoi sentimenti per Gina e che, come lei stessa racconta, si fosse sposata tre volte con dei piloti di idrovolanti (tutti e tre successivamente dispersi in battaglia o morti in incidenti aerei, di cui il primo, Bellini, compagno di squadriglia di Marco), l'unico uomo che Gina abbia mai davvero amato era proprio Marco. Quindi respinge l'avance di Donald e si allontana, lasciandolo sbigottito e senza parole.
Intanto Porco e Fio fanno ritorno nel rifugio di Marco, un'isoletta sull'Adriatico. Non appena vi approdano, però, i due vengono assaltati dai pirati del cielo, ansiosi di prendersi la loro rivincita nei confronti di Porco Rosso. Fio però interviene nella disputa, trattenendoli con le sue parole: li arringa deridendoli e rimproverandoli per aver svenduto il loro orgoglio di aviatori e per essersi affidati ad uno straniero. La ragazza riesce a convincere Donald Curtis, anche lui arrivato sull'isola-rifugio, a misurarsi in un duello ad armi pari con Marco per l'onore dei piloti di idrovolanti: se Donald Curtis perderà dovrà saldare di sua tasca le fatture in sospeso di Porco Rosso con la ditta Piccolo per il restauro del suo aereo, se invece vincerà potrà sposare la giovane Fio.
Durante la notte, mentre Porco controlla le munizioni per il duello dell'indomani, a Fio sembra di scorgere il volto umano di Marco che, accortosi che la ragazza è sveglia, le racconta come è avvenuta la sua trasformazione durante la prima guerra mondiale. Il giorno dopo il duello richiama una grande folla ed è senza esclusione di colpi. Dopo aver inseguito Curtis, al momento decisivo la mitragliatrice di Porco Rosso si inceppa e quella dell'avversario è scarica. I due a quel punto iniziano a tirarsi leve e pezzi vari degli abitacoli, per poi - una volta ammarati - decidere di concludere lo scontro a suon di pugni. Curtis insulta Marco rimproverandolo di aver fatto soffrire Gina che lo sta ancora aspettando innamorata, e per lo stupore e l'imbarazzo egli si lascia mettere KO, ma reagisce accusando l'avversario di essere un bugiardo. Alla fine - quando l'incontro sembra debba finire alla pari - a vincere è Marco, incalzato dalla stessa Gina che lo sprona ammonendolo di non rendere infelice un'altra ragazza (cioè Fio).
Gina era giunta per informare dell'imminente sopraggiungere della Regia Aeronautica per stroncare quel raduno clandestino, i pirati e gli altri spettatori sono quindi costretti ad andarsene in tutta fretta. Marco affida Fio a Gina perché la riporti "nel mondo della gente rispettabile", e lei, rimanendoci male per l'allontanamento, lo bacia per un attimo prima che l'aereo prenda il volo. Marco e Curtis si offrono di fare da esca agli inseguitori per permettere agli altri di scappare, qui, però, Curtis si rende conto che qualcosa è cambiato nel volto di Marco.
Passano gli anni. Fio racconta che Porco non si è più fatto vedere, mentre lei è Gina sono diventate grandi amiche, e hanno superato insieme gli anni del ventennio fascista e della seconda guerra mondiale. L'hotel Adriano gestito da Gina continua ad essere una rinomata meta turistica, frequentato anche dagli ormai anziani pirati dell'aria e Curtis, tornato in America, è diventato un attore, ma continua a scrivere lettere a Fio ricordando con nostalgia quell'estate sull'Adriatico. Riguardo a come si sia conclusa la scommessa di Gina, la ragazza divenuta donna risponde agli spettatori che "è un segreto soltanto nostro".

## Personaggi
- Porco Rosso (ポルコ・ロッソ): il suo vero nome è Marco Pagot, è un ex pilota dell'Aviazione navale (facente parte della Regia Marina italiana). Durante la Prima guerra mondiale la sua squadriglia subisce gravissime perdite in combattimento contro gli aerei nemici, Marco è l'unico superstite ma viene colpito da una maledizione che dà al suo volto le fattezze di un maiale, da qui il suo soprannome, oltre al fatto che guida un idrovolante di colore rosso, nel film denominato "Savoia S-21" (corrispettivo del realmente esistito SIAI S.21, nonostante Miyazaki si ispiri in maggioranza al monoplano Macchi M.33). Ha lasciato il servizio per via dell'odio che prova verso il fascismo, imperante nell'Italia di quegli anni, e lavora come cacciatore di taglie.[4][5]
- Madame Gina (マダム・ジーナ): famosa cantante che si esibisce all'hotel Adriano, di cui è proprietaria, le sue doti e la sua bellezza attirano piloti e contrabbandieri da ogni dove. Si è sposata per tre volte, sempre con piloti di aerei, di cui uno morto in guerra e gli altri per degli incidenti aerei. Nonostante lo nasconda è innamorata di Marco e lo aspetta nel giardino privato dell'isola, osservandolo in lontananza a bordo dell'idrovolante rosso e aspettando il giorno in cui si fermerà sull'isola.[4][5]
- Mastro Piccolo (ピッコロ親父): è il direttore dell'officina "Piccolo S.p.A.", che si occupa di manutenzione degli idrovolanti, situata a Milano. Amico di Porco Rosso, aggiusta il suo idrovolante dopo lo scontro con Curtis e lo potenzia, montando su di esso un motore Fiat AS.2 "Folgore". Lavorava con i suoi figli, ma questi e gli altri operai sono emigrati per cercare lavoro, per questo viene aiutato dalle donne della sua famiglia e delle famiglie vicine e la manutenzione dell'idrovolante viene affidata alla nipote Fio.[5]
- Fio Piccolo (フィオ・ピッコロ): ragazza di 17 anni intelligente e persuasiva. Nonostante la giovane età è esperta nella meccanica e nel design di idrovolanti, ristruttura l'aereo di Marco e ne progetta la versione potenziata. Dopo aver sistemato l'idrovolante convince Marco a portarla con lui e i due svilupperanno un forte legame. Ha un carattere molto forte e coraggioso, arrivando anche a sfidare i pirati per difendere Porco, che per questo la rispetteranno.[4][5]
- Donald Curtis (ミスター・カーチス): asso dell'aviazione statunitense e rivale di Porco Rosso, anche in amore, assunto dai “pirati dell'aria” per sconfiggerlo, pilota un idrovolante Curtiss R3C. Il suo nome è un omaggio agli aerei Curtiss Falcon. Anch'egli innamorato di Gina, si dichiarerà offrendole anche una parte in un film, ma viene rifiutato. Ambizioso e arrogante, tenta sempre di attirare le attenzioni degli altri, riesce a farsi produrre un film da Hollywood in cui ottiene anche una parte da attore, afferma di voler diventare Presidente degli Stati Uniti.[4][5]
- La banda "Mamma Aiuto" (マンマユート): detti "pirati dell'aria", sono una banda nemica di Porco Rosso, che puntualmente sventa i loro furti, hanno dovuto ipotecare l'idrovolante per via delle continue sconfitte inferte da Porco, per questo ingaggiano Curtis per vendicarsi.[5] Il nome "Mamma Aiuto" è un riferimento all'idrovolante CANT Z.501, che gli aviatori avevano soprannominato "Mammaiuto".
- Arturo Ferrarin ( フェラーリン ): Maggiore dell'Aeronautica ed ex-commilitone di Marco, oltre che a essere un suo grande amico. Quando Marco torna in Italia lo avverte che l'OVRA è sulle sue tracce e lo vuole punire per aver tradito la Nazione, Ferrarin gli offre un posto nell'Aeronautica per proteggerlo e reintegrarlo, ma Marco rifiuta in quanto vorrebbe dire subordinarsi al Regime. In seguito lo aiuterà a fuggire dal paese, mettendo a rischio la propria vita. Il suo personaggio è tratto dall'omonimo aviatore Arturo Ferrarin.[5] Lo si vede pilotare un Macchi M.39.

## Idrovolanti
In questo film Hayao Miyazaki dà sfogo alla sua passione per gli aerei: molti di quelli che compaiono sono infatti identici o ispirati a velivoli storici.
- Macchi M.33 ovvero l'aereo di Porco Rosso. L'unica notevole differenza tra quest'ultimo e l'idrocaccia di Marco Pagot è l'attaccatura dell'ala, che è a filo del bordo superiore della fusoliera sull'M.33 mentre è invece installata "a parasole" sulla stessa incastellatura della gondola motore sul velivolo immaginario. Nel film ci si riferisce all'aereo di Marco come il Savoia S.21 che però era un biplano completamente diverso dall'aereo narrato nella storia. Questo perché Miyazaki aveva ricreato un aereo che aveva visto solo una volta in passato e che lo aveva colpito, ma che a causa della mancanza di documentazione non era riuscito a identificare.Macchi M.33

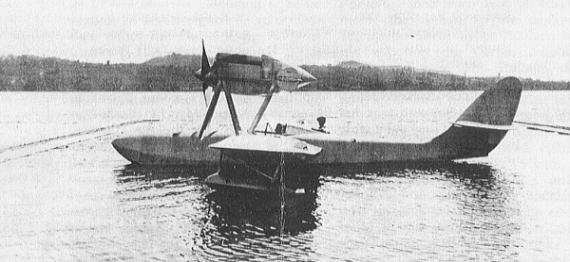
Macchi M.33

- Macchi M.3 aereo che appare nel flashback di Gina.
- Macchi M.5 aereo degli albori dell'aeronautica italiana, appare nel flashback di guerra in cui marco racconta dello scontro con gli idrovolanti austriaci.
- Macchi M.39 l'aereo campione dell'ottava edizione della Coppa Schneider. Nel film appare come velivolo di Arturo Ferrarin amico del protagonista.Macchi M.39

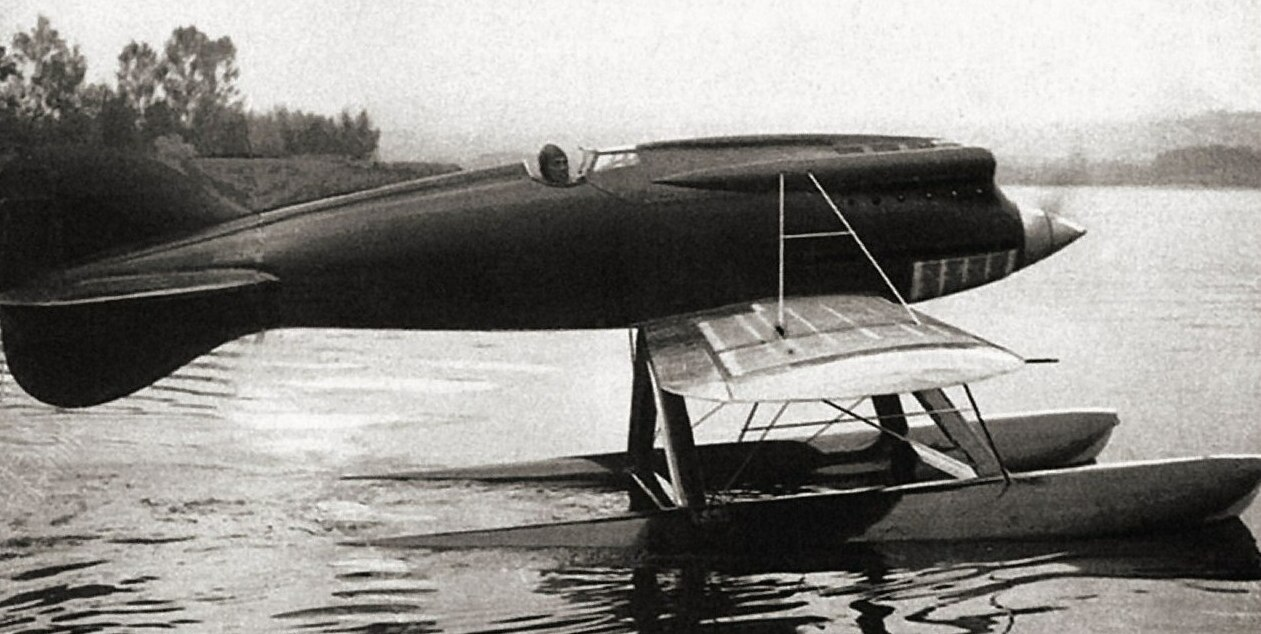
Macchi M.39

- SIAI Marchetti S.55 un idrovolante a doppio scafo che completò numerosi voli transatlantici. Verso la fine del film può essere visto nella formazione dell'Aeronautica Militare Italiana che fu inviata per impedire lo scontro tra Porco e Curtiss. SIAI Marchetti S.55

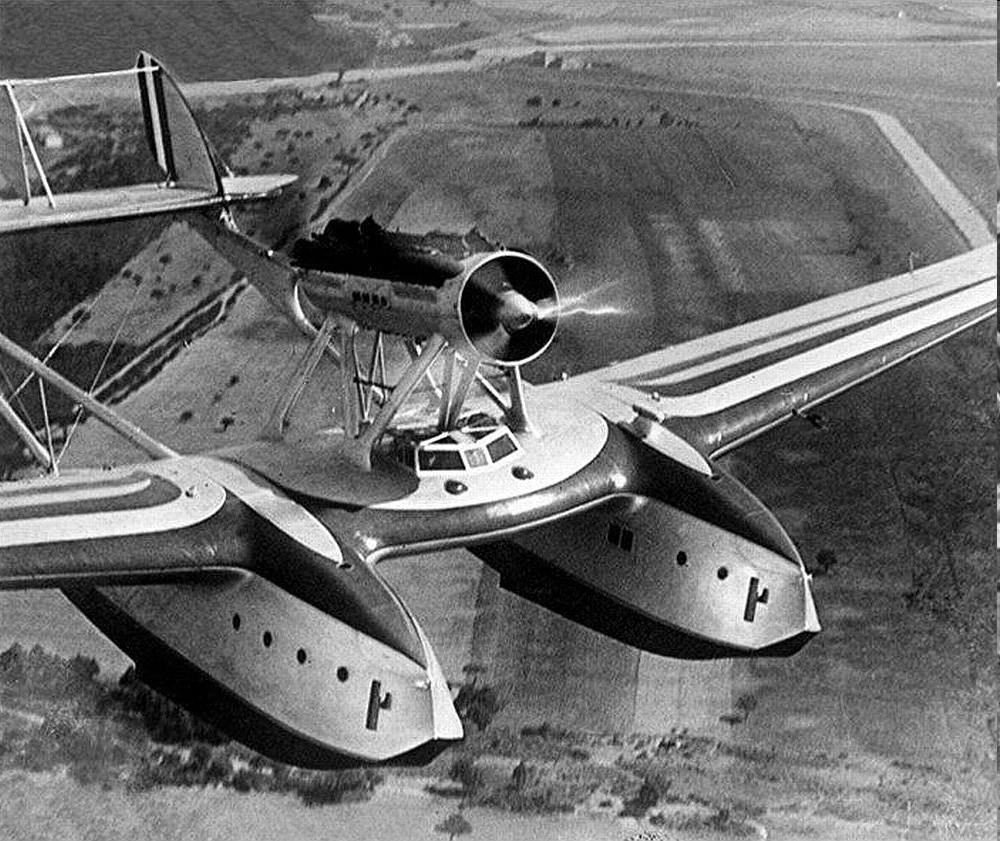
SIAI Marchetti S.55

- Curtiss R3C vincitore della settima edizione della coppa Schneider, l'idrocaccia che nel film viene pilotato dall'americano Curtis.

## Produzione
Inizialmente il film era stato ideato come un mediometraggio destinato al solo "in-flight entertainment", commissionato da Japan Airlines. L'opera, basata sul manga Hikōtei jidai creato da Miyazaki stesso, era inizialmente caratterizzata da toni spensierati ed era essenzialmente un omaggio ai velivoli di un tempo. Lo scoppio della guerra in Jugoslavia nel 1991 ha però turbato molto Miyazaki che ha deciso di ampliare il progetto di Porco Rosso, ponendolo in un contesto post-bellico che si protende verso lo scoppio della seconda guerra mondiale e arricchendolo di una critica verso i regimi, come quello fascista. Nonostante la diversa strada che l'opera aveva preso dall'idea originale, la compagnia aerea è rimasta un importante investitore del progetto, ed è stato proiettato sui voli internazionali della Japan Airlines già dal 1º luglio 1992, 17 giorni prima dell'uscita in sala. Per questo motivo, il testo di apertura che introduce il film appare contemporaneamente in più lingue, giapponese, italiano, coreano, inglese, cinese, spagnolo, arabo, russo, francese e tedesco. TMS Entertainment ha aiutato ad animare il film.
Marco Pagot, amico di Miyazaki conosciuto all'epoca della collaborazione con la Rai per la creazione della serie televisiva nippo-italiana Il fiuto di Sherlock Holmes, venuto a sapere della realizzazione di un lungometraggio ambientato nel Mediterraneo, ha inviato al regista giapponese vari libri che descrivevano Milano, il Veneto e la costa Slava, aiutandolo così a ricreare con maggiore precisione le ambientazioni presenti nell'opera.

## Colonna sonora
La colonna sonora è di Joe Hisaishi, collaboratore abituale di Hayao Miyazaki in quasi tutti i suoi film.
1. Jidai no Kaze (時代の風-人が人でいられた時) – 2:50
2. MAMMAIUTO – 1:21
3. Addio! – 0:37
4. Kaerazazu hibi (帰らざる日々) – 2:16
5. Sepia Iro no Shashin (セピア色の写真) – 0:47
6. Seribia Koushinkyoku (セリビア行進曲) – 1:03
7. Flying Boatmen – 2:36
8. Doom (雲の罠) – 1:23
9. Porco e Bella – 1:06
10. Fio-Seventeen – 2:04
11. Pikkoro no Onnatachi (ピッコロの女たち) – 2:04
12. Friend – 3:04
13. Partner ship – 2:28
14. Kyouki ~ Hishou (狂気-飛翔) – 2:39
15. Adoria No Umi e (アドリアの海へ) – 1:50
16. Tooki Jidai o Momomede (遠き時代を求めて) – 2:18
17. Kouya no Hitomebore (荒野の一目惚れ) – 1:11
18. Natsu no Owari ni (夏の終わりに) – 1:26
19. Ushinawatera Tama ～LOST SPIRIT～ (失われた魂) – 4:11
20. Dog Fight – 2:10
21. Porco e Bella ～Ending～ – 2:35
22. Le Temps des Cerises (さくらんぼの実る頃) – 2:52 (testo: Jean-Baptiste Clément – musica: Antoine Renard)
23. Toki ni wa Mukashi no Hanashi o (時には昔の話を) – 3:57 (Tokiko Kato)

Durata totale: 48:48

## Distribuzione
Dopo la prima proiezione sugli aerei di linea della Japan Airlines, il film è stato distribuito nelle sale giapponesi il 18 luglio 1992 da Toho, è uscito su VHS da Tokuma Shoten nel 1993, ed è stato pubblicato in DVD il 18 dicembre 2002.
Nel 2003 la Buena Vista realizzò il doppiaggio in lingua italiana e annunciò l'uscita del film per il mercato home video italiano. Tuttavia, dopo aver posticipato più volte l'uscita, perse i diritti del film e questa edizione non venne mai portata a compimento e pubblicata.
Il 30 ottobre 2010 è stato presentato in versione sottotitolata con un nuovo adattamento a cura di Gualtiero Cannarsi all'interno del Festival internazionale del film di Roma 2010 col titolo Il Maiale Rosso per rendere con maggiore fedeltà l'originale. Il 12 novembre 2010 è uscita nelle sale italiane una nuova edizione del film curata dalla Lucky Red, che ha mantenuto il titolo Porco Rosso.
Nel 2022 Lucky Red ha riportato Porco Rosso nelle sale italiane, dal 1º al 7 agosto 2022, a 30 anni dalla prima distribuzione giapponese, inserito nella rassegna "Un mondo di sogni animati" insieme ad altri lungometraggi Ghibli quali La città incantata, Nausicaä della Valle del vento, Princess Mononoke e Il castello errante di Howl.

### Edizioni home video
L'edizione DVD italiana di Porco Rosso è stata resa disponibile per il noleggio a partire dal 9 febbraio 2011, mentre è stata pubblicata in commercio dal 9 marzo 2011. Dal 26 febbraio 2014 è disponibile anche in Blu-ray.

## Accoglienza

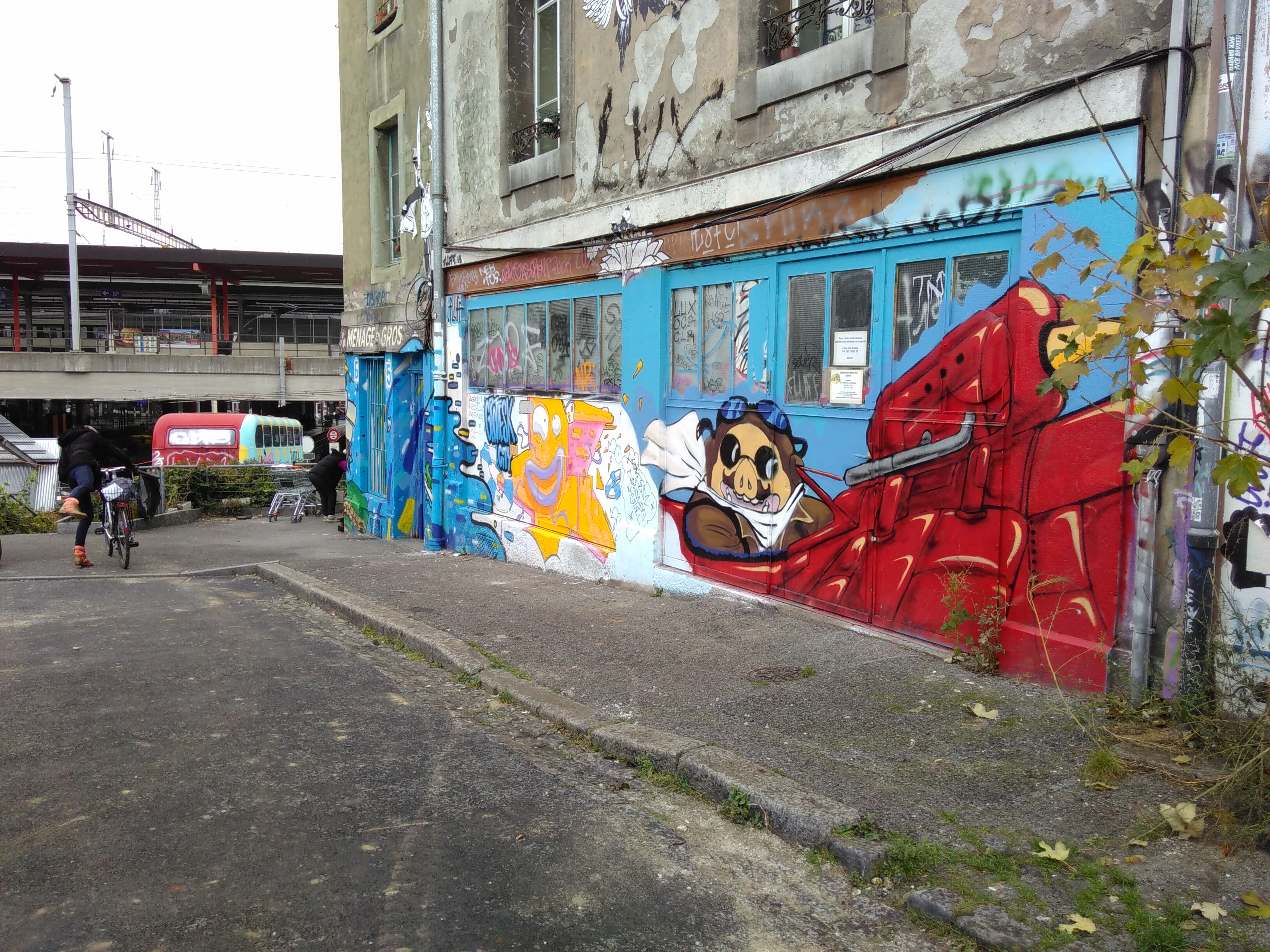
Graffito raffigurante Porco Rosso a Ginevra

### Incassi
Porco Rosso, con un incasso di 2,8 miliardi di yen, si rivelò il film di maggior successo del 1992 in patria. Il maggior incasso estero, invece, si è registrato, con 337 951 $, in Italia.

### Critica
Porco Rosso ha ricevuto critiche generalmente positive: il sito di recensioni Rotten Tomatoes riporta il 94% di consensi (con 17 recensioni favorevoli ed una contraria), mentre MYmovies dà al film tre stelle e mezzo su cinque. Roberto Nepoti, su la Repubblica, scrive: «il film [è] un autentico regalo per lo spettatore. Il soggetto è insolito per il maestro giapponese; però include una di quelle inspiegabili metamorfosi ricorrenti nel suo cinema».

## Riconoscimenti
- 1992 - Nikkan Sports Film Awards
  - Ishihara Yujiro Award
- 1993 - Festival internazionale del film d'animazione di Annecy
  - Miglior lungometraggio
- 1993 - Mainichi Film Concours
  - Miglior film d'animazione
  - Migliore colonna sonora (Joe Hisaishi)

## Tematiche trattate e analisi
(Porco Rosso al suo ex commilitone Ferrarin)
Porco Rosso, pur nella bizzarria tematica e nell'anomalia dell'ambientazione che ne costituisce il fascino, è fedele ai temi del maestro dell'animazione giapponese, come il volo (con i duelli aerei di fantasiosi velivoli), la condanna del fascismo, il tema della maledizione (la metamorfosi suina di Marco come quella dei genitori di Chihiro ne La città incantata, la malattia di Ashitaka in Princess Mononoke, la trasformazione di Haru in un gatto in La ricompensa del gatto e la maledizione di Sophie ne Il castello errante di Howl), la presenza di un personaggio femminile adolescente, la rinuncia ad una distinzione netta tra buoni e cattivi. Lo stesso Donald Curtis, pur essendo l'antagonista, non è realmente un personaggio negativo.
Più in particolare, la metafora dell'uomo-maiale si presta a più interpretazioni. In chiave buddhista, il maiale rappresenta l'ignoranza, la dispercezione della realtà e l'auto-inganno del sé, ma è anche vero che il maiale è un animale simpatico a Miyazaki, tanto che lo Studio Ghibli è anche detto buta-ya (la casa del porco) per via di un'insegna vittoriana raffigurante un maiale che campeggia sul portico dell'edificio. Nella prima stesura del soggetto, dal graphic novel Zassō notō, poi, il personaggio di Marco era un vecchio maiale che seduce la ragazzina ed è poi riscattato dal suo amore, ma nel film di questo non v'è più traccia, anche se la connotazione erotico-estetica rimane, dato che l'uomo-maiale è anche il fascino maschile che prescinde dalla bellezza. Probabilmente, però, le due letture privilegiate della metafora riguardano due aspetti diversi del personaggio, uno pubblico e l'altro privato. "Porco rosso" può leggersi, infatti, come insulto fascista, dal momento che la posizione politica di Marco è chiara nella sua scelta contro il regime, che lo ha per questo messo all'indice, riducendolo ad essere un reietto cacciatore di taglie. D'altra parte, Marco si sente un maiale per essere l'unico sopravvissuto alla battaglia aerea in cui sono morti tutti i suoi compagni, fatto considerato disonorevole dai giapponesi.

## Citazioni e riferimenti

Nino e Toni Pagot

- Il nome del protagonista, Marco Pagot, è un omaggio ai fratelli Nino e Toni Pagot, famosi fumettisti italiani, creatori ad esempio del personaggio di Calimero, e i cui figli Marco e Gina Pagot hanno collaborato con Miyazaki alla creazione della serie di animazione Il fiuto di Sherlock Holmes.[30]
- Il primo pilota dei due caccia appartenenti alla grande nave da crociera è Francesco Baracca, che è realmente stato un grande aviatore italiano nella prima guerra mondiale, a cui sono dedicati aeroclub e strade (egli tuttavia fu abbattuto e morì il 19 giugno 1918 quindi non avrebbe potuto essere ancora in vita al momento in cui è ambientato il film). Il secondo pilota è Adriano Visconti, asso della seconda guerra mondiale con dieci vittorie al suo attivo[31].
- La motonave dell'Albergo Adriano si chiama Alcyone come il terzo libro delle Laudi del cielo, del mare, della terra e degli eroi di Gabriele D'Annunzio.[31]
- Alcione è anche il nome di un aereo bombardiere della CRDA, produttrice di idrovolanti dell'epoca.[31]
- Un disegno della Mole Antonelliana compare nei titoli di coda.[32]
- Nella bottega dell'armaiolo è appeso uno stemma simile al marchio dell'Alfa Romeo, un tempo anche costruttrice di motori aeronautici.[30]
- Uno dei personaggi è un aviatore ex commilitone di Porco Rosso di nome Ferrarin, che, pur entrato nell'aviazione militare fascista, nella storia aiuta Marco in onore alla vecchia amicizia. Un aviatore di nome Arturo Ferrarin è realmente esistito e nel 1920 ha coperto per la prima volta il percorso aereo Roma-Tokyo[30]. Ferrarin ha effettivamente pilotato nella Coppa Schneider del 1926 l'idrocorsa Macchi M.39, con cui lo si vede in una scena affiancare il velivolo di Porco Rosso.[33]
- Viene nominato un secondo personaggio, Bellini, citato come compagno di stormo di Marco Pagot/Porco Rosso durante la prima guerra mondiale. Si ritiene sia un omaggio del regista a Stanislao Bellini, pilota velocista del Reparto Sperimentale Alta Velocità di Desenzano del Garda, perito durante voli di prova sull'idrocorsa Macchi-Castoldi M.C.72.[31]Il SIAI S.21, idrovolante che, secondo quanto citato nel film, piloterebbe Porco Rosso. Si possono notare le evidenti differenze con il velivolo presente nell'opera di Miyazaki.

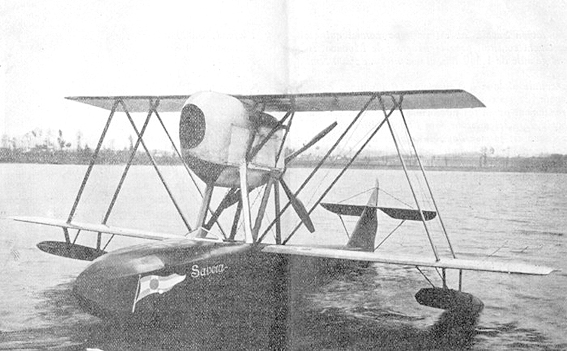
Il SIAI S.21, idrovolante che, secondo quanto citato nel film, piloterebbe Porco Rosso. Si possono notare le evidenti differenze con il velivolo presente nell'opera di Miyazaki.

- Benché l'iconografia ed il merchandising posteriore al film lo identifichino come SIAI S.21 (citato anche erroneamente come Savoia S.21 o Savoia-Marchetti S.21[34]), Porco Rosso pilota un idrovolante di fantasia[35] ispirato a due velivoli realmente esistiti: il SIAI S.12/S.13[36] biplano idrovolante da ricognizione/caccia e soprattutto il Macchi M.33 monoplano idrovolante da competizione[36]. Il SIAI S.21 è, contrariamente a quello protagonista del film, un biplano. Dal racconto di Marco, si apprende che era un prototipo costruito in un unico esemplare, e dal momento che era talmente prestante da richiedere un pilotaggio molto esperto, in quanto pericolosamente instabile, e critico in fase di decollo e atterraggio, era stato accantonato in un capannone.
- Quando Porco Rosso deve riparare il suo aereo lo porta dal costruttore dello stesso, la "Piccolo S.p.A." sita sulle sponde del Naviglio Grande nella città di Milano, il cui titolare gli propone un nuovo motore, un Folgore, sui coperchi valvole del quale compare la scritta "Ghibli", citando sia il nome dello studio cinematografico fondato dal regista (Studio Ghibli), sia il soprannome del bimotore multiruolo della seconda metà degli anni trenta, Caproni Ca.309[30]. Il signor Piccolo, a proposito del motore, racconta che l'aereo italiano su cui era montato era stato sconfitto nell'edizione del 1927 della Coppa Schneider da un Curtiss a causa della cattiva messa a punto da parte del meccanico. Questa frase genera qualche incongruenza storica in quanto la vittoria americana effettivamente avvenne proprio con un Curtiss R3C-2, ma due anni prima, nel 1925, che fu anche l'ultimo anno in cui gli Stati Uniti parteciparono alla competizione. Dato che l'Italia quell'anno partecipò alla Coppa con il Macchi M.33 (che assomiglia molto all'idrocaccia di Porco Rosso), allora il propulsore in questione dovrebbe essere quello di cui tale velivolo era dotato, ovvero, per ironia della sorte, un Curtiss D-12. La somiglianza molto marcata tra i due velivoli, compresa la gondola motore coi due radiatori Lamblin laterali, implicherebbe però che il D-12 fosse il "vecchio" motore dell'idrocaccia di Porco. Se il motore fosse dell'anno successivo, il 1926, allora sarebbe stato un FIAT A.S.2, con cui era equipaggiato il Macchi M.39 (che successivamente appare nel film), che però vinse la Coppa Schneider proprio in quell'anno, per merito dell'italiano Mario de Bernardi. Tuttavia nel 1927 gli idrovolanti italiani in gara, i Macchi M.52, dovettero ritirarsi dalla gara proprio per problemi ai motori. Il modello di propulsore in questione è il Fiat AS.3, sviluppo dell' A.S.2 con maggiore cilindrata e potenza. La sconfitta però non avvenne per opera di un Curtiss bensì del Supermarine S.5. In effetti dal punto di vista estetico il motore "Folgore" presenta le bancate dei cilindri in fusione unica dell'A.S.2/A.S.3 (derivati dal Fiat A.20) mentre il D-12 aveva ancora i cilindri fusi singolarmente.[31][33]
- Nell'officina della "Piccolo S.p.A." in una scena si vede un bidone con la scritta "Dellorto".[30]
- Una allusione allo Studio Ghibli compare anche durante la fuga in camion dalla polizia fascista in cui, oltre il finestrino del lato guida, si intravede un'insegna di una pensione, la "Pensione Ghibli".
- "Mamma aiuto", nome di una delle bande di pirati, è una citazione di Mammaiuto, soprannome dell'idrovolante CANT Z.501, diventato poi il grido di reparto del 15º Stormo SAR.[31]
- Il personaggio statunitense Donald Curtis è un evidente riferimento a Glenn Hammond Curtiss[6], aviatore statunitense realmente esistito e fondatore della Curtiss Aeroplane and Motor Company, oggi Curtiss-Wright Corporation. L'aereo che egli pilota è un Curtiss R3C-2, di produzione statunitense, costruito dalla stessa azienda. Questo aereo vinse la Coppa Schneider nel 1925.[33]
- Nella scena in cui Marco ricorda i compagni caduti appaiono dei Macchi M.5 della prima guerra mondiale. Gli aerei nemici nella stessa scena sembrano essere degli Hansa-Brandenburg CC austriaci.[11]
- La stessa scena è liberamente tratta da uno dei racconti brevi dello scrittore e aviatore britannico Roald Dahl, intitolato "They shall not grow old" ("Loro non invecchieranno" in traduzione italiana).[37]
- Gli idrovolanti della Regia Aeronautica, l'allora aeronautica militare del Regno d'Italia, sono i Savoia-Marchetti S.55, resi celebri per le trasvolate atlantiche Italia-Brasile e del "Decennale". Nella scena in cui appaiono sono scortati da caccia Fiat C.R.20.[38]
- I personaggi dei Pirati hanno (o daranno) varie ispirazioni: si va da Lepka di Conan il ragazzo del futuro[39] (il pirata con un occhio bendato) all'Uomo delle Caldaie de La città incantata[40] (pirata calvo con baffoni e occhialini tondi neri), fino al Bluto di Popeye[41] (capo di "Mamma aiuto").
- La canzone interpretata da Gina durante l'esibizione all'Hotel Adriano è Le temps des cerises, celebre canzone scritta nel 1866 da Jean-Baptiste Clément (poi musicata nel 1868 da Antoine Renard), che il suo autore nel 1871 dedicò a una donna morta durante la Settimana di sangue, tragico epilogo della Comune di Parigi. Nella tradizione popolare francese la canzone è così rimasta strettamente legata alla memoria della Comune, diventando simbolicamente l'inno a posteriori di quel tentativo rivoluzionario.[42]
- Durante la telefonata che intercorre tra Porco Rosso e Madame Gina, è visibile sullo sfondo il dipinto di Monet: Regate ad Argenteuil.
- Nella scena in cui Marco è a cena all'hotel Adriano lo si vede accompagnare il pasto con un marsala delle cantine Mineo, marchio appartenente oggi alle cantine Pellegrino.[30]
- Nella scena in cui Marco fugge a Milano, prima che venga intercettato da Curtis, è rappresentata la penisola di Sirmione.
- Nell'ultima scena nella quale Fio sorvola l'hotel Adriano, l'idrovolante a reazione raffigurato è vagamente simile esteticamente al Caproni Vizzola C-22J, anche se quest'ultimo è un aereo terrestre e non idrovolante.[31]